# (1476) Cox
(1476) Cox – planetoida z grupy pasa głównego asteroid okrążająca Słońce w ciągu 3 lat i 163 dni w średniej odległości 2,28 au. Została odkryta 10 września 1936 roku w Observatoire Royal de Belgique w Uccle przez Eugène’a Delporte. Nazwa planetoidy pochodzi od Jacques’a Coxa (1898–1972), profesora astronomii na Uniwersytecie w Brukseli. Przed nadaniem nazwy planetoida nosiła oznaczenie tymczasowe (1476) 1936 RA.